# Valve Index
Le Valve Index est un casque de réalité virtuelle conçu par Valve Corporation, commercialisé à partir du 28 juin 2019.

## Matériel
Le casque dispose d'un écran LCD de 1440x1600 pixels pour chaque œil, soit une définition totale de 2880x1600. La fréquence de rafraichissement est de 120 Hz, et peut atteindre 144 Hz dans un mode expérimental. Le dispositif offre un angle de vue de 130°,.
Il est compatible avec Windows 10, SteamOS et Linux.

### Contrôleurs Knuckles
Les contrôleurs Knuckles inclus avec le Valve Index permettent une détection fine des doigts grâce à des capteurs capacitifs et de pression. Grâce à une sangle ajustable, l’utilisateur n’a pas besoin de tenir physiquement la manette, ce qui permet des interactions naturelles comme jeter un objet en ouvrant simplement la main. Ces manettes offrent une autonomie de 7 à 8 heures, se rechargent via USB-C et sont compatibles avec l’écosystème SteamVR.